# インスマスの遺産
インスマスの遺産（インスマスのいさん、原題：英: The Innsmouth Heritage）は、イギリスのSF小説家ブライアン・ステイブルフォードが1992年に発表した短編小説。クトゥルフ神話の一つ。
ネクロノミコン・プレスの1992年の『インスマスの遺産』で表題作として発表される。1994年にアンソロジー『インスマス年代記』に収録され、2001年に邦訳された。
インスマス事件の遠い後日談であり、迷信は否定され、理の視点から追及される。化物は登場せず、インスマス面の人物は人間である。作者は生物学・社会学者でもあり、またSF作家でもあることで、インスマス物語としても独自の一編となっている。インスマスを理論で解明したとしても、救済にはならない無力感が描写される。
東雅夫は『クトゥルー神話事典』にて「現代にあっては、かくもあらんというインスマスの変貌ぶりと、変わることなき深海への怖れを、リアルに追求した異色作。恋愛小説としてのほろ苦い味付けも好ましい」と解説している。

## あらすじ
1920年代に人口が400人を切っていたインスマスは、1927年の政府手入れでさらに荒廃し、四名家は死に絶え、地図からも消される。エリオット家のイギリス分家の人物が復興に力を注ぎ、戦後になると外部から2000人が移住してくる。だが、元々の村の者と結婚する者はいない。インスマス面の者はほとんどいなくなり、数少ない現存者たちも身内が恥じて隠そうとしたり、遺伝を恐れて結婚を拒む。
イギリスの大学で、生化学を学ぶスティーヴンスンと歴史学を学ぶアン・エリオットは友人であった。卒業後、アンはインスマスに渡って叔父の跡を継ぎ、不動産経営者となる。10年以上が経ち、アンはスティーヴンスンを招き、インスマス面を遺伝子学で解明することで、土地の名誉を向上させようと望む。
漁師のギディアンは、スティーヴンスンに協力的な姿勢を見せる。だが、理論は解明できるかもしれないが、老齢の彼らの治療には至らないだろうことは、わかりきっていた。ギディアンは、身体は仕方ないと諦めつつ「だが夢はなんとかならないだろうか」と言い出す。インスマス面の者は、特定の悪夢を見て、信じるようになるという。ギディアンはスティーヴンスンに、アンと結婚してこの土地から連れ出して欲しいと言い出す。
スティーヴンスンは数人からサンプルを採取して、イギリスの研究施設に持ち帰る。やがてギディアンが海難事故で死に、サンプルを採取した人たちも老齢で死んでいく。スティーヴンスンはアンに求婚するが、アンは断る。アンは身体変異していないが、夢を見ていた。スティーヴンスンの説得は実らず、やがてアンは悪魔の暗礁で水死を遂げる。スティーヴンスンは、研究成果を論文として発表するも、金にも名声にもならず、淡々と終わる。

## 主な登場人物
- デイヴィッド・スティーヴンスン - 語り手。生化学者。遺伝子学でインスマス面の秘密を解き明かそうとする。
- アン・エリオット - エリオット家のイギリスの分家出身。イギリスの大学で歴史学を学んだ後、アメリカのインスマスで地主になる。インスマスの年代記を書き、イギリスのスティーヴンスンに送る。
- ネッド・エリオット - アンの叔父。荒廃したインスマスに入植者を増やして再興させた。
- ギディアン・サージャント - 漁師。60歳ほどで未婚。インスマス面をしている。幼少時は見世物小屋に買われかけた。従軍し、復員して教育も受けた。

## 収録
- 学研M文庫『インスマス年代記（英語版） 下』大瀧啓裕訳